# Одељење друштвених наука САНУ
Одељење друштвених наука САНУ једна је од организационих јединица Српске академије наука и уметности, чија научна делатност обухвата широку област појава којима се бави више научних дисциплина.
Друштвеним наукама је од оснивања Академије дата важна улога у истраживању појава од значаја за развитак народа и државе. За поједине области су оснивани одбори као радна тела, којима су руководили најистакнутији чланови Академије (Стојан Новаковић, Јован Цвијић, Тома Живановић и др.). Неки од одбора, на пример Етнографски одбор, основан је у 19. веку, а угашен је пре неколико година, јер међу члановима Одељења нема научника који ту област проучавају. Немаран однос испољен је и према етнологији и антропологији, социологији села, политичкој социологији, социјалној психологији, филозофији, савременим политичким системима и процесима, историји права, грађанском праву, религији, низу економских дисциплина, антропогеографији, демографији и низу других научних области и дисциплина.

## Историјат
Оснивањем Друштва српске словесности 1841. и Српског ученог друштва 1864. године почињу активности на прикупљању историографске грађе, рад на стандардизацији српског језика, и другим подручјима значајним за идентитет српског народа и државе. У тим почецима назире се и заметак данашњег Одељења друштвених наука САНУ.
Оснивањем Српске краљевске академије 1886. године, почињу дугорочна и систематска истраживања у различитим областима. Српску краљевску академију чине четири јединице, назване „академије”, од којих је једна Академија наука друштвених, која се од самог почетка истиче ширином својих делатности. У првим годинама рада доминирају истраживања у оквиру тзв. националних наука (ентографија, наука о језику и историја), са јасном усмереношћу на подручја на којима живе Срби. Временом, антропогеографија, етнологија, историја, брига о српским средњовековним писаним споменицима – дакле, све што чини основ идентитета српског народа, постају централне области у оквиру којих се изводе систематска и дугорочна истраживања реалзиована по врхунским светским стандардима за оно време. Проучавају се народни обичаји, насеља и порекло становништва на територијама које насељавају Срби, покрећу се едиције као што су Српски етнографски зборник и Насеља и порекло становништва, почиње прикупљање дипломатске грађе, иницира се оснивање Државног архива, почиње рад на изради речника.
Од оснивања Српске краљевске академије њени чланови, а нарочито чланови Академије наука друштвених, имали су јасну визију о томе које области националног и државног идентитета морају да буду темељно обрађене, по узору на развијене европске нације. Систематичност и дугорочна визија којом се одликовао рад Српске краљевске академије од њеног оснивања до Другог светског рата у потоњим временима, нажалост, није достигнута, а камоли превазиђена.
У послератном периоду, Српска краљевска академија мења име у Српска академија наука, а касније у Српска академија наука и уметности. Законом о Српској академији наука долази до знатних промена, не само у организацији њених јединициа, већ и у начину на који је организована делатност Академије. Дотадашње академије мењају називе и постају одељења, па тако и Академија друштвених наука постаје Одељење друштвених наука. Истовремено, оснивањем великог броја института у оквиру Академије долази до значајних промена и у научној делатности. У периоду између 1947. и 1948. године, основана су 24 института, при чему је под старањем Одељења друштвених наука пет института (Археолошки, Византолошки, Историјски, Етнографски и Институт за изучавање села).
Оснивањем института и њиховом координацијом од стране одељења, па и Одељења друштвених наука, у којима је ангажован велики број истраживача, почиње рад на пројектима од којих су неки од капиталног значаја. Тако се, на пример, у оквиру међуакадемијске сарадње планира пројекат под насловом Економска историја балканских земаља средњег века и Топографски речних Југославије, док Етнографски институт наставља етнографска испитивања започета још крајем 19. века.
Средином педесетих година прошлог века, новим законом о научној делатности институти постају самостални, док Академија задржава статус оснивача. Институти остају под старањем одељења Академије, па се тако Одељење друштвених наука и данас стара од Етнографском и Географском институту.
Од широког замаха у истраживањеима са којима се кренуло оснивањем института, њиховим осамостаљењем истраживања почињу да се одвијају у оквиру одељенских одбора. У оквиру Одељења друштвених наука, шездесетих година прошлог века основано је седам одбора, од којих су неки и данас активни, а неки од најважнијих пројеката одбора, започети крајем педесетих и почетком шездесетих година прошлог века, на пример, пројекти Одбора за изворе српског права (Синтагма Матије Властара и Зборник преписа Душановог Законика) заршени су тек недавно.
Крајем шездесетих година јављају се први наговештају да би Одељење требало поделити на два дела, јер се због разноврсности наука појављују тешкоће у раду, што ће 1971. године довести до формирања Одељења историјских наука. У оквиру Одељења друштвених наука почиње оснивање већег броја одбора, од којих ће неки бити кратког века, док ће неки обављати успешан рад до данашњих дана. У почетку је на пројектима одбора био ангажован велики број спољних сарадника, па је тако у оквиру пројекта Теорија и филозофија права крајем седамдесетих година било ангажовано 45 сарадника.
Одвајањем Одељења и формирањем Одељења историјских наука, почиње да опада број чланова, што ће се са већим и мањим осцилацијама наставити до данашњих дана. Упркос томе, седамдесетих и осамдесетих година, у Одељењу се одвија жива научна и издавачка делатност, интензивирана је међународна размена, а организује се и велики број скупова.
Од средине шездесетих година, а посебно седамдесетих и почетком осамдесетих, Одељење почиње крој своја истраживања, организовање скупова и публикације интензивно да се бави актуелним проблемима друштва. И док је шездесетих и седамдесетих година тај ангажман био у доминантно марксистичком духу, почетком осамдесетих година неки од чланова Одељења заузимају критички став према стању у друштву. Истраживања и активности одељења усмерена су на нарастајућу кризу у Југославији, са посебним нагласком на ситуацију у којој се нашла Србија. Истраживања су усмерена на уставну проблематику, демографске проблеме Србије, положај српске мањине у суседним земљама и друга питања везана за Србију и српски народ.
Мали број чланова и смањење средстава услед све веће крије крајем осамдесетих и током деведесетих година одразиће се на обим активности Одељења, при чему се започети пројекти редукују, а неки и укидају. Ипак, пројекти који су настављени дали су значајне резултате, а Одељење је објавило већи број публикација.
Тренуно, Одељење броји пет редовних чланова (Данило Баста, Тибор Варади, Александар Костић, Часлав Оцић, Коста Чавошки) и два дописна члана (Алпар Лошонц, Павле Петровић). Упркос малом броју чланова, са својих осам одбора у оквиру којих се реализује осам пројеката, Одељење се у последње две деценије истиче широком активношћу и изузетном продукцијом.

## Одбори
Пројекти Одељења се остварују у оквиру седам одбора:
1. Одбор за изворе српског права (дугорочно ради на два пројекта: Извори српског права и Два века српске уставности),
2. Одбор за истраживања (рад на пројекту Филозофија између истока и запада),
3. Одбор за филозофију и друштвену теорију,
4. Одбор за проучавање становништва,
5. Одбор за економске науке,
6. Одбор за проучавање српске филозофско-правне баштине,
7. Одбор за проучавање националних мањина и људских права,
8. Одбор за проучавање живота и обичаја Рома.

Одбори претежно проучавају релевантну грађу и актуелне проблеме или раде на организовању научних конференција и објављивању радова. Подаци о раду сваког члана и сваког одбора објављују се сваке године у Годишњаку и у Билтену (на српском и енглеском језику) Фонда за научна истраживања САНУ.